# A piedi... a cavallo... in automobile
A piedi... a cavallo... in automobile (À pied, à cheval et en voiture) è un film del 1957 diretto da Maurice Delbez.

## Trama
Leon, pedone convinto, è costretto a comprarsi un'automobile per non sfigurare con i futuri suoceri della figlia. Ma l'impresa si rivela ricca di esilaranti imprevisti. Enorme successo al botteghino francese. (fonte RAI Movie)